# Маде Вианта
Маде Вианта (индон. Made Wianta; 20 декабря 1949, Апуан, Табанан, Бали — 13 ноября 2020) — индонезийский художник авангардистского направления.

## Краткая биография
Был младшим из десяти детей в семье. В детстве изучал балийские танцы. Учился в художественной школе в Денпасаре. Окончил Индонезийскую академию изобразительных искусств в Джокьякарте. В 1975—1977 гг. лет жил и работал в Брюсселе, где познакомился с европейским искусством. Там же состоялась его первая персональная выставка. В 2011 г. в течение шести месяцев преподавал в Колледже Святого Креста в Массачусетсе (США).

## Творчество
В своих творческих исканиях прошёл через многие периоды. Начал как художник традиционной балийской, т. н. карангасемский живописи («Растущие руки», 1983), затем начиная с 1970-х гг. стал увлекаться пуантилизмом, кубизмом, треугольной композицией («Сломанный треугольник», 1990; «Золотой город в синем», 1995; «Неформальный объект II», 1998), свободной композицией ассамбляж, каллиграфией ("Каллиграфия на синих воротах, 1995; «Пурпурная каллиграфия», 2010), календарной живописью, различными инсталляциями. Прекрасно владел цветом и формой. Работал в разных жанрах.
В произведениях художника сильно социальное звучание. В инсталляциях сочетает живопись, танец и поэзию. Пример интересных инсталляций «Cказочная страна» (2002), представляющая собой овал из 2002 кг риса с балийскими приношениями по восьми сторонам света (фрукты, цветы), которая олицетворяет балийский мир и балийскую розу ветров. В работах художника отражается его озабоченность состоянием экологии: инсталляции «Лес и жизнь» (1999), «Звуки природы» (1997), «Вода, огонь и воздух» (1995).
С 1976 г. участвовал в более 50 персональных и коллективных выставках в Австрии, Бельгии, Германии, Индонезии, Италии, Китае, Малайзии, Нидерландах, ОАЕ, России, Сингапуре, Словении, США, Таиланде, Франции, Швейцарии, Южной Корее, Японии. В 1999 г. состоялась персональная выставка художника в Москве (Манеж), а в 2002 году в Петербурге (Галерея Дмитрия Семёнова). За два десятилетия создал более 14 тыс. работ. Картины мастера хранятся в музеях многих стран мира (Австралия, Индонезия, Швейцария, Япония) и в частных коллекциях.

## Общественная деятельность
Устраивает благотворительные вернисажи: в помощь жертвам землетрясения на о. Флорес (1993), бедным и обездоленным (1995), жертвам оползней в Гианьяре, Бали (1998), беженцам из Восточного Тимора (1999) и др. Созданный им фонд «Вианта» с 1992 г. сотрудничает с Фондом Форда по сохранению вымирающих видов балийского искусства и культуры. В 1991 году провёл «Артистический лагерь» в Апуане, в котором участвовали ведущие индонезийские и зарубежные художники.

## Награды
- 1996: Почётный профессор Международной академии Греси Марино (Италия)
- 1997: Звание «Самый почитаемый человек десятилетия» (Американский биографический институт, США)
- 1998: Премия «Дхарма Кусума» (правительство провинции Бали)
- 2003: Премия «Аджег» (Ассоциация молодых антрепренёров Индонезии)
- 2007: Премия Международной молодёжной палаты (Бали, Индонезия)

## Семья
Отец Ламдана — индуистский священник. Жена Интан